# Hypothyris bendis
Hypothyris bendis är en fjärilsart som beskrevs av William James Kaye 1906. Hypothyris bendis ingår i släktet Hypothyris och familjen praktfjärilar. Inga underarter finns listade i Catalogue of Life.